# Tigzirt (distrito)
Tigzirt é um distrito localizado na província de Tizi Ouzou, no norte da Argélia. Sua capital é a cidade de mesmo nome. A população total do distrito era de 35 742 habitantes, em 2008.

## Comunas
O distrito está dividido em três comunas:
- Iflissen
- Mizrana
- Tigzirt